# Kjeld Ussing
Kjeld Juul Ussing (21. april 1913 i Visbyå, Heltborg Sogn – 29. marts 1977) var en dansk modernistisk arkitekt. Han havde tegnestue sammen med sin hustru Elsebet Ussing.

## Bygninger
- Alderdomshjemmet Hedebo 1952
- Boligbebyggelse: Stationsgaarden i Ballerup 1953
- Eget hus på Ermelundsvej 100 i Gentofte 1956
- Projekt i samarbejde m. Gunnar Aagard Andersen til kranlager og råmølleri for F. L. Smidt A/S i Polen 1960.
- Boligbebyggelse: Korngården, Ballerup 1962.
- Enfamiliehus på Hvidegårdsvej i Kongens Lyngby, 1965[1]
- Enfamiliehus i Hasseris 1967.
- Østerbrogården, Blegdamsvej 29-31, København 1967.
- Boligbebyggelse: Grantoften, Ballerup 1974.
- Biblioteket i Vangede, 1976.

## Konkurrencer vundet
- Nye etageboligformer (1974, 1. præmie sammen med Susanne Ussing, Carsten Hoff og Svend S. Müller).
- Ny cirkusbygning i København 1939 (aldrig opført)

## Familie
Gift med arkitekt Elsebet Ussing f.  Lind. 
Børn: Billedkunstner Susanne Ussing, Billedhugger Mette Lise Ussing, Eva Ussing Kanafani, Annette Ussing Bah og Musiker Joachim Ussing
Filminstruktør Oliver Ussing er barnebarn af Kjeld Ussing.